# University Heights (Iowa)
University Heights es una ciudad ubicada en el condado de Johnson en el estado estadounidense de Iowa. En el Censo de 2010 tenía una población de 1051 habitantes y una densidad poblacional de 1.514,15 personas por km².

## Geografía
University Heights se encuentra ubicada en las coordenadas 41°39′18″N 91°33′32″O / 41.65500, -91.55889. Según la Oficina del Censo de los Estados Unidos, University Heights tiene una superficie total de 0.69 km², de la cual 0.69 km² corresponden a tierra firme y (0%) 0 km² es agua.

## Demografía
Según el censo de 2010, había 1051 personas residiendo en University Heights. La densidad de población era de 1.514,15 hab./km². De los 1051 habitantes, University Heights estaba compuesto por el 93.53% blancos, el 1.05% eran afroamericanos, el 0% eran amerindios, el 3.33% eran asiáticos, el 0.29% eran isleños del Pacífico, el 0.1% eran de otras razas y el 1.71% pertenecían a dos o más razas. Del total de la población el 2.76% eran hispanos o latinos de cualquier raza.